# 24 ur Le Mansa 1985
24 ur Le Mansa 1985 je bila triinpetdeseta vzdržljivostna dirka 24 ur Le Mansa. Potekala je 15. in 16. junija 1985.

## Rezultati

### Uvrščeni
| Poz | Razred | Št  | Moštvo                        | Dirkači                                          | Šasija           | Motor                           | Krogi |
| --- | ------ | --- | ----------------------------- | ------------------------------------------------ | ---------------- | ------------------------------- | ----- |
| 1   | C1     | 7   | New-Man Joest Racing          | Klaus Ludwig Paolo Barilla Louis Krages          | Porsche 956      | Porsche 2.6L Turbo Flat-6       | 373   |
| 2   | C1     | 14  | Richard Lloyd Racing          | Jonathan Palmer James Weaver Richard Lloyd       | Porsche 956      | Porsche 2.6L Turbo Flat-6       | 370   |
| 3   | C1     | 2   | Rothmans Porsche              | Derek Bell Hans Joachim Stuck                    | Porsche 962C     | Porsche 2.6L Turbo Flat-6       | 366   |
| 4   | C1     | 33  | John Fitzpatrick Racing       | Jo Gartner David Hobbs Guy Edwards               | Porsche 956      | Porsche 2.6L Turbo Flat-6       | 365   |
| 5   | C1     | 10  | Barclay Porsche Kremer Racing | Mario Hytten George Fouché Sarel van der Merwe   | Porsche 956      | Porsche 2.6L Turbo Flat-6       | 360   |
| 6   | C1     | 4   | Martini Lancia                | Bob Wollek Alessandro Nannini Lucio Cesario      | Lancia LC2       | Ferrari 3.0L Turbo V8           | 359   |
| 7   | C1     | 5   | Martini Lancia                | Henri Pescarolo Mauro Baldi                      | Lancia LC2       | Ferrari 3.0L Turbo V8           | 357   |
| 8   | C1     | 26  | Obermaier Racing Team         | Jürgen Lässig Jésus Pareja Mayo Hervé Regout     | Porsche 956      | Porsche 2.6L Turbo Flat-6       | 356   |
| 9   | C1     | 11  | Kenwood Porsche Kremer Racing | Jean-Pierre Jarier Mike Thackwell Franz Konrad   | Porsche 962C     | Porsche 2.6L Turbo Flat-6       | 355   |
| 10  | C1     | 1   | Rothmans Porsche              | Jacky Ickx Jochen Mass                           | Porsche 962C     | Porsche 2.6L Turbo Flat-6       | 347   |
| 11  | C1     | 66  | EMKA Productions, Ltd.        | Tiff Needell Steve O'Rourke Nicke Faure          | EMKA C84/1       | Aston Martin-Tickford 5.3L V8   | 337   |
| 12  | C1     | 36  | Tom's Team                    | Satoru Nakajima Masanori Sekiya Kaoru Hoshino    | Tom's (Dome) 85C | Toyota 2.1L Turbo I4            | 329   |
| 13  | GTP    | 44  | Jaguar Group 44               | Bob Tullius Chip Robinson Claude Ballot-Léna     | Jaguar XJR-5     | Jaguar 6.0L V12                 | 323   |
| 14  | C2     | 70  | Spice Engineering             | Gordon Spice Ray Bellm Mark Galvin               | Tiga GC85        | Ford Cosworth DFL 3.3L V8       | 311   |
| 15  | B      | 151 | Helmut Gall                   | Edgar Dören Martin Birrane Jean-Paul Libert      | BMW M1           | BMW 3.5L I6                     | 306   |
| 16  | C2     | 75  | ADA Engineering               | Ian Harrower Steve Earle John Sheldon            | Gebhardt JC843   | Ford Cosworth DFL 3.3L V8       | 298   |
| 17  | C1     | 42  | WM Peugeot                    | Michel Pignard Jean-Daniel Raulet Jean Rondeau   | WM P83B          | Peugeot 2.6L Turbo V6           | 298   |
| 18  | C1     | 39  | Bussi Racing                  | Bruno Sotty Jean-Claude Justice Patrick Oudet    | Rondeau M382     | Ford Cosworth DFL 3.3L V8       | 290   |
| 19  | C2     | 86  | Mazdaspeed Co. Ltd.           | David Kennedy Philippe Martin Jean-Michel Martin | Mazda 737C       | Mazda 13B 1.3L 2-Rotor          | 282   |
| 20  | C1     | 13  | Primagaz                      | Yves Courage Alain de Cadenet Jean-Francois Yvon | Cougar C12       | Porsche 2.6L Turbo Flat-6       | 278   |
| 21  | C2     | 99  | Roy Baker Promotions Ford     | Paul Smith Will Hoy Nick Nicholson               | Tiga GC285       | Ford Cosworth BDT 1.7L Turbo I4 | 273   |
| 22  | C1     | 34  | Kreepy Krauly Racing          | Graham Duxbury Christian Danner Almo Coppelli    | March 85G        | Porsche 2.6L Turbo Flat-6       | 269   |
| 23  | C2     | 95  | Roland Bassaler               | Roland Bassaler Dominique Lacaud Yvon Tapy       | Sauber SHS C6    | BMW 3.5L I6                     | 267   |
| 24  | C2     | 85  | Mazdaspeed Co. Ltd.           | Yoshimi Katayama Yojiro Terada Takashi Yorino    | Mazda 737C       | Mazda 13B 1.3L 2-Rotor          | 263   |

### Diskvalificirani
| Poz | Razred | Št | Moštvo     | Dirkači                                           | Šasija  | Motor                 | Krogi |
| --- | ------ | -- | ---------- | ------------------------------------------------- | ------- | --------------------- | ----- |
| 25  | C1     | 41 | WM Peugeot | Patrick Gaillard Pascal Pessiot Dominique Fornage | WM P83B | Peugeot 2.6L Turbo V6 | 266   |

### Neuvrščeni
Niso prevozili 70 % razdalje zmagovalca (251 krogov)
| Poz | Razred | Št | Moštvo                      | Dirkači                                       | Šasija         | Motor                           | Krogi |
| --- | ------ | -- | --------------------------- | --------------------------------------------- | -------------- | ------------------------------- | ----- |
| 26  | C2     | 77 | Spice Engineering           | Tim Lee-Davey Neil Crang Ton Lanfranchi       | Tiga GC84      | Ford Cosworth DFV 3.0L V8       | 225   |
| 27  | C2     | 74 | Team Labatt                 | Frank Jelinski John Graham Nick Adams         | Gebhardt JC853 | Ford Cosworth DFV 3.0L V8       | 213   |
| 28  | C2     | 98 | Roy Baker Promotions Ford   | Francois Duret David Andrews Duncan Bain      | Tiga GC284     | Ford Cosworth BDT 1.7L Turbo I4 | 149   |
| 29  | C2     | 93 | Automobiles Louis Descartes | Louis Descartes Jacques Heuclin Daniel Hubert | ALD 01         | BMW 3.5L I6                     | 140   |

### Odstopi
| Poz | Razred | Št  | Moštvo                          | Dirkači                                                      | Šasija        | Motor                         | Krogi         |
| --- | ------ | --- | ------------------------------- | ------------------------------------------------------------ | ------------- | ----------------------------- | ------------- |
| 30  | C1     | 18  | Brun Motorsport                 | Massimo Sigala Oscar Larrauri Gabriele Tarquini              | Porsche 956   | Porsche 2.6L Turbo Flat-6     | 323           |
| 31  | C1     | 19  | Brun Motorsport                 | Walter Brun Joël Gouhier Didier Theys                        | Porsche 962C  | Porsche 2.6L Turbo Flat-6     | 304           |
| 32  | C1     | 3   | Rothmans Porsche                | Al Holbert Vern Schuppan John Watson                         | Porsche 962C  | Porsche 2.6L Turbo Flat-6     | 299           |
| 33  | C1     | 31  | Primagaz                        | Pierre Yver Pierre-Francois Rousselot Francois Servanin      | Rondeau M382  | Ford Cosworth DFV 3.0L V8     | 286           |
| 34  | C1     | 8   | Joest Racing                    | Paul Belmondo Maurizio de Narvaez Kenper Miller              | Porsche 956   | Porsche 2.6L Turbo Flat-6     | 277           |
| 35  | C2     | 80  | Carma F.F.                      | Martino Finotto Aldo Bertuzzi Guido Dacco                    | Alba AR6      | Carma FF 1.9L Turbo I4        | 228           |
| 36  | GTP    | 40  | Jaguar Group 44                 | Brian Redman Hurley Haywood Jim Adams                        | Jaguar XJR-5  | Jaguar 6.0L V12               | 151           |
| 37  | C1     | 67  | Jean-Philippe Grand             | Patrick Gonin Pascal Witmeur Pierre de Thoisy                | Rondeau M482  | Ford Cosworth DFL 3.3L V8     | 143           |
| 38  | C1     | 38  | Dome Team                       | Eje Elgh Geoff Lees Toshio Suzuki                            | Dome 85C      | Toyota 2.1L Turbo I4          | 141           |
| 39  | C2     | 90  | Jens Winther Denmark            | Jens Winther David Mercer Margie Smith-Haas                  | URD C83       | BMW 3.5L I6                   | 141           |
| 40  | B      | 157 | Angelo Pallavicini              | Enzo Calderari Angelo Pallavicini Marco Vanoli               | BMW M1        | BMW 3.5L I6                   | 116           |
| 41  | B      | 156 | Raymond Touroul Team            | Raymond Touroul Thierry Perrier Philippe Dermagne            | Porsche 911SC | Porsche 3.0L Flat-6           | 107           |
| 42  | C1     | 43  | WM Peugeot                      | Claude Haldi Roger Dorchy Jean-Claude Andruet                | WM P83B       | Peugeot 2.8L Turbo V6         | 73            |
| 43  | C2     | 104 | Ecurie Blanchet Locatop         | Michel Dubois Hubert Striebig Noël del Bello                 | Rondeau M379  | Ford Cosworth DFV 3.0L V8     | 65            |
| 44  | C1     | 24  | Cheetah Automobiles Switzerland | Bernard de Dryver Claude Bourgognie John Cooper              | Cheetah G604  | Aston Martin-Tickford 5.4L V8 | 53            |
| 45  | C2     | 79  | Ecurie Ecosse                   | Mike Wilds Ray Mallock David Leslie                          | Ecosse C285   | Ford Cosworth DFV 3.0L V8     | 45            |
| 46  | C1     | 46  | Bussi Racing                    | Christian Bussi Jack Griffin Marion L. Speer                 | Rondeau M482  | Ford Cosworth DFL 3.3L V8     | 36            |
| 47  | B      | 152 | Vogelsang                       | Harald Grohs Altfrid Heger Kurt Köning                       | BMW M1        | BMW 3.5L I6                   | 32            |
| 48  | C2     | 100 | Bartlett Chevron Racing         | Richard Jones Robin Smith Max Cohen-Olivar                   | Chevron B62   | Ford Cosworth DFL 3.3L V8     | 19            |
| 49  | C2     | 82  | Griffo Autoracing               | Paolo Giangrossi Pasquale Barberio Mario Radicella           | Alba AR3      | Ford Cosworth DFL 3.3L V8     | 5             |
| -   | C1     | 61  | Sauber Racing                   | John Nielsen Dieter Quester Max Welti                        | Sauber C8     | Mercedes-Benz 5.0L Turbo V8   | Did Not Start |
| -   | C2     | 81  | Carma F.F.                      | Loris Kessel Ruggero Melgrati Aldo Bertuzzi Jean-Pierre Frey | Alba AR2      | Carma FF 1.9L Turbo I4        | Did Not Start |
| -   | C2     | 97  | Strandell Porsche               | Stanley Dickens Martin Schanche                              | Strandell 85  | Porsche 3.3L Turbo Flat-6     | Did Not Start |
| -   | C2     | 106 | Bruno Sotty                     | Martin Wagenstätter Kurt Hild                                | Lotec C302    | Ford Cosworth DFV 3.0L V8     | Did Not Start |
| -   | C1     | 55  | John Fitzpatrick Racing         | Kenny Acheson Dudley Wood Jean-Louis Schlesser               | Porsche 962C  | Porsche 2.6L Turbo Flat-6     | Did Not Start |

### Statistika
- Najboljši štartni položaj - #2 Rothmans Porsche - 3:14.80
- Najhitrejši krog - #1 Rothmans Porsche - 3:25.10
- Razdalja - 5088.507 km
- Povprečna hitrost - 212.021 km/h